# 1. Unterseebootsflottille
La 1. Unterseebootsflottille, abrégée en 1. U-Flottille, également connue sous le nom de Unterseebootsflottille Weddigen, était la 1re flottille de sous-marins allemands de la Kriegsmarine pendant la Seconde Guerre mondiale.
Fondée à Kiel le 27 septembre 1935, et placée sous le commandement du Kapitän zur See Karl Dönitz, elle a été baptisée Unterseebootsflottille Weddigen en l'honneur du kapitänleutnant Otto Weddigen, un commandant d'U-Boot de la Première Guerre mondiale. En septembre 1939, elle devient une flottille de combat (Frontflottille). Elle est basée à Kiel jusqu'en mai 1941.
En juin 1941, elle est affectée à la base sous-marine de Brest (France), jusqu'en août 1944 date de sa dissolution. Son matériel est affecté à d'autres flottilles.

## Affectations
- Septembre 1935 à mai 1941 : Kiel ;
- Juin 1941 à août 1944 : Brest.

## Commandement
| Nom                 | Grade            | Début          | Fin            |
| Karl Dönitz         | Kapitän zur See  | Septembre 1935 | Décembre 1935  |
| Loycke              | Kapitän zur see  | Janvier 1936   | Septembre 1937 |
| Hans-Güther Looff   | Kapitänleutnant  | Octobre 1937   | Septembre 1939 |
| Hans Eckermann (pl) | Korvettenkapitän | Septembre 1939 | Octobre 1940   |
| Hans Cohausz (pt)   | Korvettenkapitän | Novembre 1940  | Février 1942   |
| Heinz Buchholz      | Kapitänleutnant  | Février 1942   | Juillet 1942   |
| Werner Winter (en)  | Fregattenkapitän | Juillet 1942   | Septembre 1944 |

## Unités
La flottille a reçu 140 unités durant son service, comprenant des U-Boote de type II A, C et D jusqu'en 1941, de type VII B, C C41 et D et de type X B à partir de 1941.
Unités de la 1. Unterseebootsflottille:
- U-7, U-8, U-9
- U-10, U-11, U-12, U-13, U-14, U-15, U-16, U-17, U-18, U-19
- U-20, U-21, U-22, U-23, U-24
- U-56, U-57, U-58, U-59
- U-60, U-61, U-62, U-63
- U-79
- U-80, U-81, U-83, U-84, U-86
- U-116, U-117, U-137, U-138, U-139, U-140, U-141, U-142, U-143, U-144, U-145, U-146, U-147, U-149, U-150
- U-201, U-202, U-203, U-204, U-208, U-209, U-213, U-225, U-238, U-243, U-247, U-263, U-268, U-271, U-276, U-292
- U-301, U-304, U-305, U-306, U-311, U-331, U-336, U-353, U-354, U-371, U-372, U-374, U-379, U-392, U-394, U-396
- U-401, U-405, U-413, U-415, U-418, U-422, U-424, U-426, U-435, U-439, U-440, U-441, U-456, U-471
- U-556, U-557, U-558, U-559, U-561, U-562, U-563, U-564, U-565, U-566, U-574, U-582, U-584, U-597, U-599
- U-603, U-625, U-628, U-629, U-632, U-637, U-643, U-651, U-653, U-654, U-656, U-665, U-669
- U-722, U-731, U-732, U-736, U-740, U-741, U-743, U-754, U-767, U-773
- U-821
- U-925, U-956, U-963, U-987
- U-1007, U-1199
- U-A, UD-4